# Vollrathsruhe
Vollrathsruhe é um município da Alemanha, situado no distrito de Mecklenburgische Seenplatte, no estado de Mecklemburgo-Pomerânia Ocidental. Tem 31,24 km² de área, e sua população em 2019 foi estimada em 392 habitantes.